# John Mung-ngawn La Sam
John Mung-ngawn La Sam MF (* 27. April 1973 in Moe Gok) ist ein myanmarischer römisch-katholischer Geistlicher und Bischof von Myitkyina.

## Leben
John Mung-ngawn La Sam studierte Rechtswissenschaft an der Myitkyina University und anschließend Philosophie sowie Theologie am St. Joseph’s Institute of Philosophy in Pyi Oo Lwin. Von 2009 bis 2010 absolvierte er ein Spiritualitätsjahr am Ordensstudium der Missionari della Fede in Rom. Von 2011 bis 2014 studierte er an der Päpstlichen Lateranuniversität. Am 8. September 2014 legte er in der Ordensgemeinschaft der Missionari della Fede die ewige Profess ab. Am 16. Januar 2016 empfing er das Sakrament der Priesterweihe.
Nach der Priesterweihe war er für ein Jahr Assistenzpriester an der Kathedrale von Myitkyina. Seither war er Pfarrer an der St.-Pauls-Kirche und Verantwortlicher des Exerzitienzentrums in Myitkyina.
Papst Franziskus ernannte ihn am 29. Oktober 2024 zum Bischof von Myitkyina. Der Erzbischof von Yangon, Charles Maung Kardinal Bo SDB, spendete ihm am 12. Januar des folgenden Jahres in der Kathedrale von Myitkyina die Bischofsweihe. Mitkonsekratoren waren der Erzbischof von Mandalay, Marco Tin Win, und der Bischof von Banmaw, Raymond Sumlut Gam.